# Karasbergia methueni
Genre
Espèce
Karasbergia methueni, unique représentant du genre Karasbergia, est une espèce de scorpions de la famille des Buthidae.

## Distribution
Cette espèce se rencontre dans l'Ouest de l'Afrique du Sud et dans le Sud de la Namibie.

## Description
La femelle holotype mesure 28 mm.

## Étymologie
Cette espèce est nommée en l'honneur de Paul Ayshford Methuen.

## Publication originale
- Hewitt, 1913 : « The Percy Sladen Memorial Expedition to Great Namaqualand 1912–13. Records and descriptions of the Arachnida of the collection. Order Scorpiones. » Annals of the Transvaal Museum, vol. 4, no 3, p. 146–159 (texte intégral).